# Ruth Buzzi
Ruth Buzzi, nome completo Ruth Ann Buzzi (Westerly, 24 luglio 1936 – Stephenville, 1º maggio 2025), è stata un'attrice, comica e cantante statunitense, nota principalmente per la partecipazione alla sketch-comedy Rowan & Martin's Laugh-In, che le fece vincere il Golden Globe per la miglior attrice non protagonista in una serie nel 1973..

## Filmografia parziale

### Cinema
- Tutto accadde un venerdì (Freaky Friday), regia di Gary Nelson (1976)
- Record City, regia di Dennis Steinmetz (1978)
- La banda delle frittelle di mele colpisce ancora (The Apple Dumpling Gang Rides Again), regia di Vincent McEveety (1979)
- Jack del Cactus (The Villain), regia di Hal Needham (1979)
- Skatetown, U.S.A., regia di William A. Levey (1979)
- The Being, regia di Jackie Kong (1983)
- Vai col surf (Surf II), regia di Randall M. Badat (1984)
- La mamma è un lupo mannaro! (My Mom's a Werewolf), regia di Michael Fischa (1989)
- Botte di Natale, regia di Terence Hill (1994)
- Le avventure di Elmo in Brontolandia (The Adventures of Elmo in Grouchland), regia di Gary Halvorson (1999)

### Televisione
- Il tempo della nostra vita (Days of Our Lives) – soap opera, 6 puntate (1983)
- Lucky Luke – serie TV, episodi 1x2 (1992)
- Sabrina, vita da strega (Sabrina, the Teenage Witch) – serie TV, episodi 3x6 (1998)